# フェミニストSF
フェミニストSFは、サイエンス・フィクションのサブジャンルの1つで、社会における女性の役割を扱う傾向がある作品群を指す。フェミニストSFは、如何にして社会は性的役割を構成するのか、ジェンダーを定義する際に生殖能力が果たす役割、男女の政治的・肉体的力の不均衡といった社会問題を提起する。著名なフェミニストSFには、ジェンダーの差やジェンダー間の力の不均衡が存在しない社会をユートピアとして描き、フェミニズム的テーマを探究しているものもある。また、逆にジェンダー差が強調されたディストピアを描くものもある。いずれもフェミニストとしての活動継続の必要性を表明したものである。Elyce Rae Helford は次のように記している。

「サイエンス・フィクションとファンタジーはフェミニストの思想のための重要な媒体として、特に理論と実際の架け橋として役立つ。他のジャンルでは、フェミニズムの最終目標、すなわち性差別のない世界、女性の（科学への）貢献が認められ評価される世界、女性の性的欲求の多様性が認められる世界、ジェンダーを越えて動く世界、などを表現することはそれほど活発ではない」

## 文学

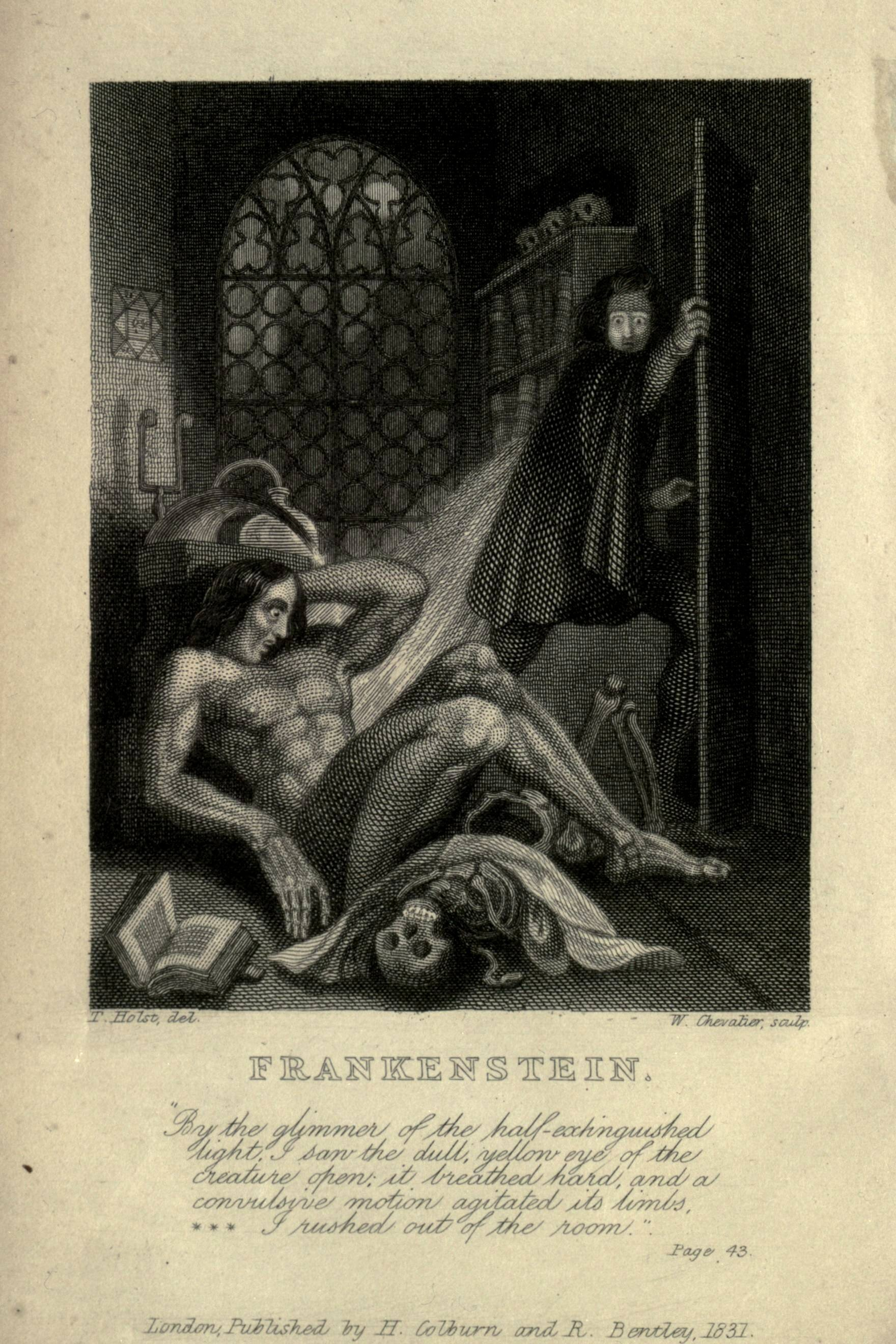
メアリー・シェリーの『フランケンシュタイン』

女流作家はサイエンス・フィクションやファンタジーで重要な役割を演じてきた歴史があり、特にジェンダーをテーマとすることが多い。初期のSF作家の1人とされるメアリー・シェリーは『フランケンシュタイン』（1818年）で性と無関係な新たな生命の創造を扱い、アダムとイヴの物語の再話となっている。
フェミニズムの第一波の時期と重なる19世紀と20世紀初頭のユートピア文学運動において、女流作家は性差別をよく扱った。ベンガル地方のムスリムのフェミニスト ベーグム・ロキヤ が書いた The Sultana's Dream（1905年）では、歴史改変的だが用語上は未来の世界で女性ではなく男性がヴェールで顔を隠す社会を描いて、性差別問題を指摘した。シャーロット・パーキンス・ギルマンも、『フェミニジア』（1915年）で単一の性しかない世界を描くことで性差別を指摘した。1920年代になると、クレア・ウィンガー・ハリスやガートルード・バロウズ・ベネット（筆名はフランシス・スティーブンス）といった作家が女性の視点で書かれたSF小説を出版し、時にはジェンダーや性別を扱った。一方、1920年代から1930年代にかけてのパルプ・マガジンの多くは女性を差別して男らしさを強調した観点の作品に溢れており、それを微妙に風刺したのがステラ・ギボンズの Cold Comfort Farm（1932年）である。
1960年代には、SFは扇情的な題材と社会の政治的・技術的評論を結合させるようになっていた。フェミニズムの第二波の到来とともに、この「打倒し、精神を拡張するジャンル」で女性の役割が問われた。特筆すべき小説として、アーシュラ・K・ル＝グウィンの『闇の左手』（1969年）とジョアンナ・ラスの『フィーメール・マン』（1970年）がある。どちらもジェンダーのない社会を構築することで、社会によって構築された性役割の観点に焦点を当てている。この2人はSFにおけるフェミニスト批評のパイオニアであり、1960年代から1970年代にかけてのエッセイが The Language of the Night（ル＝グウィン、1979年）と How To Suppress Women's Writing（ラス、1983年）にまとめられている。
マーガレット・アトウッドの『侍女の物語』（1985年）は、女性が体系的にあらゆる自由を奪われてきた社会を舞台としたディストピア小説で、1980年代のポスト・フェミニズム（バックラッシュ）による女権後退の可能性への恐怖が根底にある。オクティヴィア・E・バトラーは『キンドレッド 絆の召喚』（1979年）で、種とジェンダーの性質に関する複雑な疑問を提示した。
1970年代になると、SFファンダムはSF文化自体の中でのフェミニズムと性差別という問題に直面することになった。ファンライターとしてヒューゴー賞を複数回受賞している文学部教授のスーザン・ウッドらが、1976年のワールドコンで「フェミニスト・パネル」を開催しようとした際に大変な抵抗にあった。おたく的人々の中からフェミニストが出現したこともあり、間接的に女性版APA（アマチュア出版物連合）やWisCon（フェミニスト指向のSFコンベンション）が誕生することになった。
ジェンダー理解における社会構築主義の役割を探究するため、フェミニストSFを大学で教材にすることがある。

## 漫画とグラフィックノベル
フェミニストSFは、漫画やグラフィックノベルといった媒体にも広く見られる。1960年代のマーベル・コミックには強い女性のキャラクターが時おり登場しているが、ステレオタイプな女性的弱さを持っていることが多く、激しい乱闘の後で卒倒するなどといった描写がある。1970から80年代、真の女性主人公がコミックのページに見られるようになった。そこから自らフェミニストを名乗る Ann Nocenti、Linda Fite、Barbara Kesel といったライターが登場した。コミック制作における女性の進出と共に、「卒倒するヒロイン」は徐々に見られなくなり過去のものとなった。しかし、Gail Simone などの一部の女性コミックライターは、未だに女性がプロットの道具にしか過ぎないと主張している（en:Women in Refrigerators を参照）。
最初に登場した強い女性キャラクターの1人としてワンダーウーマンがおり、William Moulton Marston と Elizabeth Holloway Marston という夫婦のチームが原作者である。ワンダーウーマンは1941年12月、All Star Comics 第8巻で初登場した。リンダ・カーター主演でテレビドラマ化され、2009年にもアニメ化されている。
少女漫画では萩尾望都の作品がフェミニストSFとされており、アーシュラ・K・ル＝グウィンの影響が強いといわれている。

## 映画とテレビ
フェミニズムは、女性主人公によるアクション主体のSFを生み出す原動力となってきた。ワンダーウーマン（初登場は1941年）、1970年代の組織的な女性運動の時代に登場したバイオニック・ジェミー、1980年代には『ターミネーター2』のサラ・コナーや『エイリアン』四部作のリプリー、『ジーナ』、コミックのキャラクター Red Sonja、『バフィー 〜恋する十字架〜』のバフィーなどがいる。2001年のSFドラマ『ダークエンジェル』にも強い女性主人公が登場しており、主要な男性キャラクターとのジェンダーが逆転している。
フェミニストらは、女性主人公のアクションものだけでなく、もっと直接的にフェミニズムを扱ったSF作品も作ってきた。テレビと映画は、社会構造やフェミニストが科学に影響を与える方法について新たな考え方を表現する機会を提供してきた。フェミニストSFは社会規範に挑戦する手段を提供し、ジェンダーのあり方の新たな標準を示唆する手段を提供している。また、女性と男性の分類についても関わり、生物的な性と社会的な性の違いを示してきた。そうしてフェミニズムは、男らしさ/女らしさや男性/女性の役割などを探究する新たな方法を生み出すことで映画産業に影響を与えている。